# Jason Kander
Jason Kander, né le 4 mai 1981 à Overland Park, est un homme politique américain, membre du Parti démocrate. Il est élu secrétaire d'État du Missouri de 2013 à 2017. Il acquiert une notoriété nationale après sa candidature aux élections sénatoriales de 2016, malgré sa défaite face au républicain sortant Roy Blunt.

## Biographie

### Jeunesse, études et carrière militaire
Jason Kander grandit dans la banlieue de Kansas City. Son grand-oncle est le compositeur John Kander.
Kander étudie à l'American University puis à la faculté de droit de Georgetown pour suivre sa petite-amie Diana, avec qui il se marie. Après les attentats du 11 septembre 2001, il choisit de s'engager dans l'armée et intègre la garde nationale des États-Unis. À Georgetown, il rejoint les Reserve Officers Training Corps. Une fois son diplôme de droit obtenu, il sert quatre mois en Afghanistan pour le renseignement militaire. S'il ne participe directement aux combats, il parcourt le pays en enquêtant sur la corruption, le trafic de drogues et les talibans,.

### Carrière politique dans le Missouri

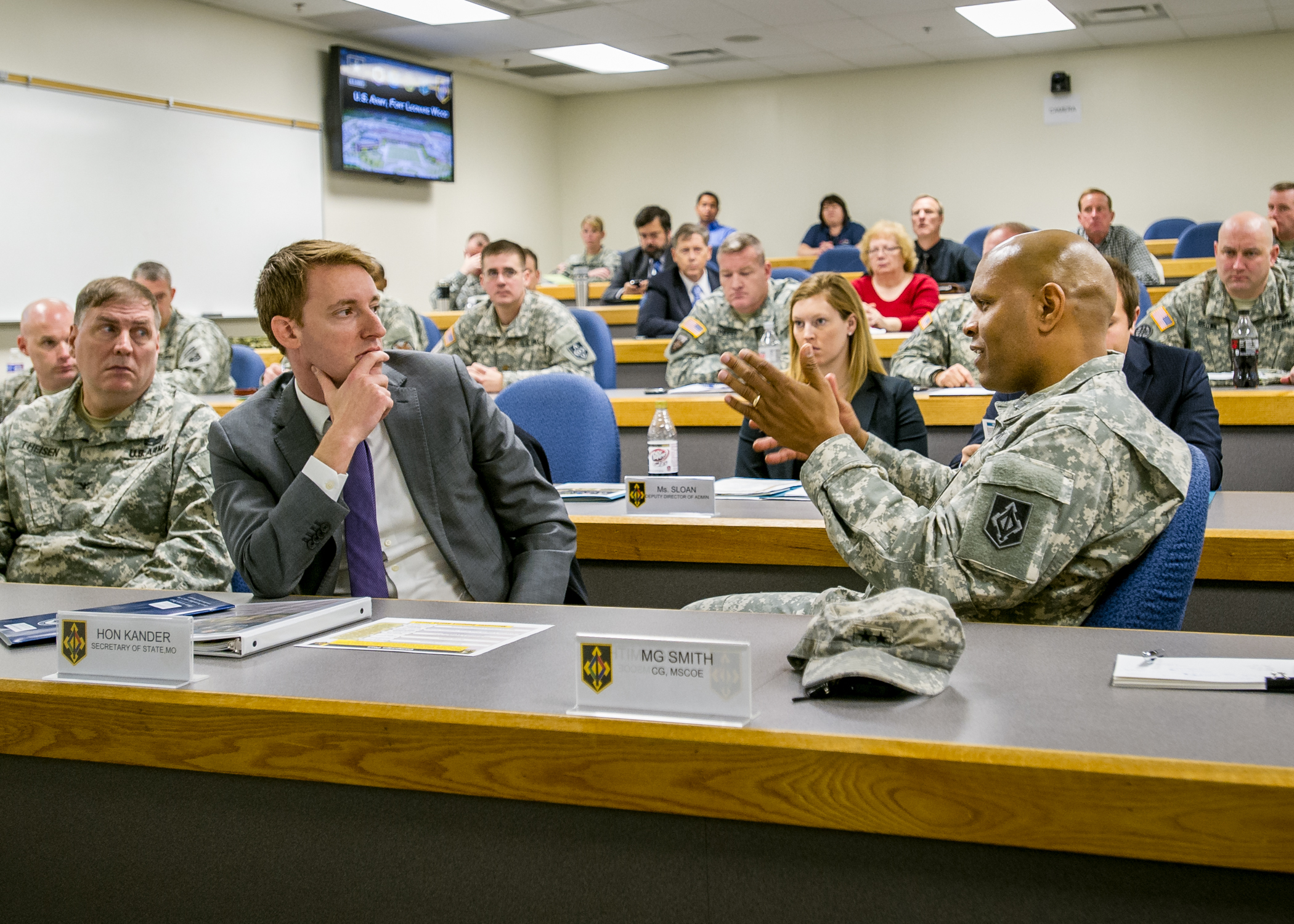
Kander, secrétaire d'État, visitant le Fort Leonard Wood en 2013.

De retour dans le Missouri, il est élu à la Chambre des représentants locale en 2008 et réélu en 2010. À la Chambre, il fait voter un amendement réformant les contributions électorales. La disposition est cependant annulée par la Cour suprême du Missouri, car il s'agissait d'un cavalier législatif.
Il se présente à la succession de la démocrate Robin Carnahan (en) au poste de secrétaire d'État du Missouri. Durant la campagne, il affronte le républicain Shane Schoeller. La campagne porte notamment sur la question de l'obligation d'avoir une carte d'identité pour voter, à laquelle Kander s'oppose, et sur la réforme du financement des campagnes politiques qu'il souhaite mener. Les deux candidats s'opposent également sur la personne compétente pour rédiger les questions lors des référendums : Schoeller souhaite instaurer une commission bipartisane nommée par les leaders de la législature, Kander estime qu'il s'agit du rôle du secrétaire d'État.
Jason Kander est élu secrétaire d'État du Missouri avec 48,89 % des voix contre 47,41 % pour Schoeller. Il devient la plus jeune personne à détenir un mandat au niveau d'un État,. Durant son mandat, sa priorité est la réforme de l'éthique : jusqu'alors le Missouri n'impose pas de limite aux contributions politiques, ni aux cadeaux que les lobbyistes peuvent faire aux membres de la législature de l'État. Il souhaite également exiger une période d'un an avant qu'un législateur puisse devenir lobbyiste. Cependant, la Chambre des représentants et le Sénat du Missouri, à majorité républicaine, sont opposés à ces réformes.

### Campagne sénatoriale de 2016
Alors qu'il est considéré comme le favori pour obtenir un second mandat, il annonce le 19 février 2015 qu'il est candidat au Sénat des États-Unis face au républicain sortant Roy Blunt. Dès l'annonce de sa candidature, il reçoit le soutien du gouverneur Jay Nixon, de la sénatrice Claire McCaskill et du Democratic Senatorial Campaign Committee (en). Il se présente comme un outsider face à Blunt, élu au Congrès depuis 1996. Il attaque notamment le républicain pour ses liens avec les lobbys : sa femme et trois de ses enfants sont en effet lobbyistes. En retour, Blunt estime que Kander est trop libéral (au sens américain du terme) pour le Missouri. Au début de la campagne, les analystes politiques pensent que le siège de Blunt est relativement sûr, dans un État où les républicains sont assurés de remporter la présidentielle.
Au mois de septembre, il diffuse une publicité pour répondre aux critiques de la National Rifle Association pour sa position sur les armes à feu. Dans ce spot publicitaire, il assemble les yeux bandés un AR-15 tout en parlant de son service en Afghanistan. La vidéo attire l'attention nationale sur le candidat : elle est vue plus d'un million de fois et est considérée comme l'une des meilleures publicités des élections de 2016,,. Grâce à cette visibilité, Kander progresse dans les sondages, quelques rares enquêtent d'opinion le donnant même gagnant face à Blunt. L'écart entre les candidats se resserrant, l'élection devient l'une de celles pouvant décider de la majorité au Sénat. Les dépenses électorales quadruplent dans les deux semaines suivant la publicité. Il échoue malgré tout face à Blunt qui conserve finalement son siège, ce dernier ayant reçu le soutien de la NRA qui a investi plusieurs centaines de milliers de dollars contre le candidat démocrate,. La victoire de Blunt est toutefois courte : il ne devance Kander que de trois points dans un État que Donald Trump remporte avec 19 points d'avance sur Hillary Clinton.

### Après les sénatoriales
Grâce à cette élection, Kander acquiert une notoriété nationale et est considéré comme l'une des étoiles montantes du Parti démocrate,. Certains, comme Daniel Pfeiffer (en), vont jusqu'à la comparer au président Barack Obama. Après sa défaite, il fonde l'association Let America Vote, qui se bat contre les lois restreignant le droit de vote et contre le gerrymandering. Il traverse alors le pays pour promouvoir son association, notamment dans les États où se déroulent les premières primaires (Iowa et New Hampshire). La presse lui prête alors des intentions pour l'élection présidentielle américaine de 2020. En juin 2018, Kander annonce cependant sa candidature pour devenir maire de Kansas City.
Au début du mois d'octobre, alors qu'il semble être le favori de l'élection, il se retire de la course à la mairie en révélant souffrir de trouble de stress post-traumatique : « Après onze ans d'efforts pour garder à distance la dépression post-traumatique, j'ai finalement conclu qu'elle va plus vite que moi. Je dois arrêter de courir, me retourner, et lui faire face ». Il prend cette décision quelques jours après avoir appelé une hotline antisuicide. Kander suit une thérapie et reçoit le soutien de l'association Veterans Community Project, située à Kansas City, qui aide les vétérans à trouver du travail, un logement ou des soins,. En meilleure santé, il rejoint les rangs de l'association en juillet 2019 pour développer au niveau national Veterans Community Project, connue pour héberger gratuitement des vétérans au sein de villages de micromaisons,.

## Vie personnelle et familiale
Kander a épousé son amour de lycée, l'entrepreneure et auteure Diana Kander (née Kagan) en 2003,. Diana et sa famille ont émigré d' Union soviétique en 1989. Le couple a un fils nommé True, né en septembre 2013, et une fille nommée Bella, née en septembre 2020.
Kander est le petit-neveu du compositeur de musique John Kander, dont les œuvres les plus connues incluent Cabaret et Chicago.